# Jonathan H. Rowell
Jonathan Harvey Rowell (* 10. Februar 1833 in Haverhill, New Hampshire; † 15. Mai 1908 in Bloomington, Illinois) war ein US-amerikanischer Politiker. Zwischen 1883 und 1891 vertrat er den Bundesstaat Illinois im US-Repräsentantenhaus.

## Werdegang
Jonathan Rowell besuchte die Rock Creek School und das Eureka College in Illinois. Während des Bürgerkrieges war er Offizier in einer Infanteriekompanie aus Illinois, die zum Heer der Union gehörte. Nach einem anschließenden Jurastudium und seiner 1866 erfolgten Zulassung als Rechtsanwalt begann er in Bloomington in diesem Beruf zu arbeiten. Zwischen 1868 und 1872 war er Staatsanwalt im achten Gerichtsbezirk von Illinois. Gleichzeitig schlug er als Mitglied der Republikanischen Partei eine politische Laufbahn ein.
Bei den Kongresswahlen des Jahres 1882 wurde Rowell im 14. Wahlbezirk von Illinois in das US-Repräsentantenhaus in Washington, D.C. gewählt, wo er am 4. März 1883 die Nachfolge von Joseph Gurney Cannon antrat. Nach drei Wiederwahlen konnte er bis zum 3. März 1891 vier Legislaturperioden im Kongress absolvieren. Seit 1889 leitete er den Wahlausschuss. Im Jahr 1890 wurde er nicht wiedergewählt. Nach dem Ende seiner Zeit im US-Repräsentantenhaus praktizierte Jonathan Rowell wieder als Anwalt. Er starb am 15. Mai 1908 in Bloomington, wo er auch beigesetzt wurde.